# Parque Enrique Berduc
El parque deportivo escolar Enrique Berduc o simplemente Parque Berduc es un establecimiento deportivo de la ciudad de Paraná, provincia de Entre Ríos, Argentina. Es un paisaje protegido de 1 ha de la municipalidad de Paraná.
Fue creado alrededor de 1970 con el objetivo de funcionar como centro de educación física de la ciudad, siendo en aquel momento el complejo polideportivo más importante a nivel provincial. Sin embargo, su función hoy esta principalmente ligada a la realización de eventos deportivos intercolegiales.
Posee una capacidad suficiente para albergar a 1500 personas. En este lugar es donde ejerce la localía la Selección Entrerriana de Voleibol, junto con su par paranaense. También lo hace nada el Paraná Rowing Club.

## Ubicación
El Parque Berduc se ubica sobre calle Salta 756 entre calle Nogoyá y Bvard. Mariano Moreno de la localidad de Paraná, Entre Ríos. Se encuentra además, a cercanías del Puerto de Paraná y de su Costanera.

## Instalaciones
- Una pista de Atletismo asfaltada
- Un campo de Fútbol, también utilizado para partidos de Rugby
- Dos canchas de voleibol y baloncesto techadas.
- Dos canchas de voleibol al aire libre.
- Una cancha de handball techada
- Dos canchas de padel.
- Un espacio de recreación al aire libre con juegos infantiles (plaza)
- Centro de oficinas, dedicadas a la administración de la institución deportiva.